# Idiomysis japonica
Idiomysis japonica är en kräftdjursart som beskrevs av Murano 1978. Idiomysis japonica ingår i släktet Idiomysis och familjen Mysidae. Inga underarter finns listade i Catalogue of Life.